# 國際友誼展覽館
40°01′02″N 126°12′54″E / 40.01722°N 126.21500°E

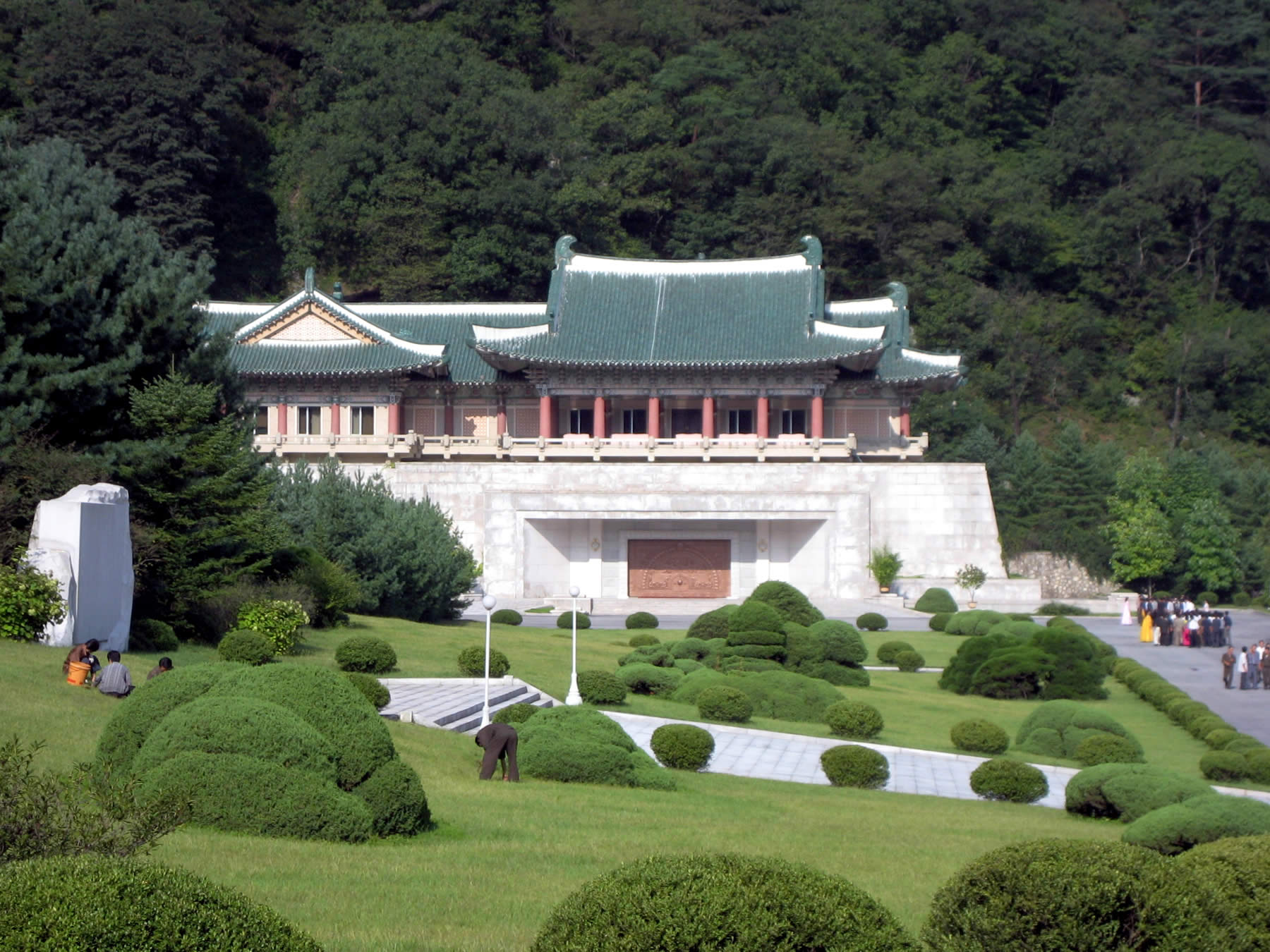
國際友誼展覽館－金正日館

國際友誼展覽館（朝鲜语：／）是位于朝鲜民主主义人民共和国慈江道妙香山的一座大型国家博物馆。该馆由若干个展厅组成，存放着外国政要赠送给朝鲜劳动党前领导人金日成和金正日的礼物。而送礼的传统在朝鲜半岛文化中十分普遍。

## 历史
建筑按传统风格建设，1978年8月26日开馆，馆舍由150多个展览室组成，总面积约在2.8万至7万平方米之间。展览馆的外观乍看之下会以为有安装窗户，但事实上并非如此。当地有传言称在金正日指导下仅耗时三日即建成國際友誼展覽館；但实际施工却耗时一年。目前该馆的展品数量预计在六万到二十二万件左右，而在朝鲜官方入口网站我的国家中贴出的数据为11.6万。旅客在入馆前必须脱鞋，并向金日成和金正日的肖像鞠躬。2017年的卫星图像显示，该地出现了明显的施工迹象，这表明展览馆可能正在进行扩建。
展览馆坐落在妙香山下，临近普贤寺，金日成在1979年10月15日以此为主题，在國際友誼展覽館的天台上吟诗一首：
漫步阳台望四方，天下胜景莅身旁。

妙香山景自古秀，世世代代日月长。

自从展馆拔山起，綠瓦飞檐似鹤翔。

民族尊嚴放异彩，毗毘盧峯闪光芒。
有传言称展览馆起到了政治宣传的作用，使游人误以为世界各国都支持朝鲜政府。游客被告知：礼物之多，足以反映各国“对伟大领袖（金日成和金正日）深沉的爱与崇高的敬意”。然而朝鲜游客大多对外交礼仪中的礼物交换全然不知，海伦-路易丝·亨特表示自己对“他们给出的解释印象深刻”。另一位作家金·炳洛·菲洛则认为整个展览“旨在让朝鲜参观者相信他们的领袖得到世界人民的认可”。

## 展品
本馆的展品大多为共产主义国家领导人或与朝鲜劳动党和朝鲜政府志同道合者之赠礼，例如：
- 罗马尼亚共产党总书记尼古拉·齐奥塞斯库赠送的剥皮熊头[16]
- 大阿拉伯利比亚人民社会主义民众国革命领导人穆阿迈尔·卡扎菲赠送的小型金属马术骑师雕像和华丽的棋盘[16]
- 古巴共产党第一书记菲德尔·卡斯特罗的鳄鱼皮手提箱[16]
- 巴勒斯坦國领导人亚西尔·阿拉法特赠送的一把镶有宝石的银剑和以珍珠母制成的清真寺微缩模型[16]
- 中华人民共和国首任國務院總理周恩来赠送的古董留声机和中国共产党中央委员会主席毛泽东赠送的防弹车厢（注：展览馆有专门的区域展示来自中華人民共和国的礼物）[16]
- 坦桑尼亚的象牙狮子雕像
- 南斯拉夫社會主義聯邦共和國的金色烟盒
- 东德的铜制苏联坦克微缩模型
- 蒙古人民共和国的银筷子[16]
- 美国前國務卿马德琳·奥尔布赖特赠送的迈克尔·乔丹签名篮球[17]
- 苏联共产党总书记约瑟夫·斯大林赠送的加长轿车[7]
- 尼加拉瓜桑地諾民族解放陣線赠送的鳄鱼皮包装鸡尾酒杯和烟灰缸[18]
- 1987年电影《努基（英语：Nukie）》的拷贝[19]
- 碧玉2007年专辑《沃尔特（英语：Volta (album)）》的拷贝[20]
- 布西·柯林斯（英语：Bootsy Collins）1994年专辑《回到过去：布西的主要地标（英语：Back in the Day: The Best of Bootsy）》的拷贝[21]